# 4971 Hoshinohiroba
A 4971 Hoshinohiroba (ideiglenes jelöléssel 1989 BY) a Naprendszer kisbolygóövében található aszteroida. Fudzsii Tecuja és Vatanabe Kazuró fedezte fel 1989. január 30-án.